# Franz Moritz von Lacy
El comte Franz Moritz von Lacy o Lascy (Sant Petersburg, 21 d'octubre de 1725 - Neuwaldegg, Viena, 24 de novembre de 1801) va ser un mariscal de l'exèrcit austríac pertanyent a la nissaga dels de Lacy. Va ser amic i conseller personal de l'emperador Josep II.

## Primers anys
El seu pare era el comte Peter Lacy, mariscal rus originari d'Irlanda que va seguir a l'exili el rei Jaume II d'Anglaterra. Franz Moritz va néixer a Sant Petersburg i va fer la carrera militar a Alemanya. Es va posar al servei d'Àustria, va guerrejar a Itàlia, Bohèmia, Silèsia i els Països Baixos durant la Guerra de Successió Austríaca. Ferit dues vegades, va acabar la guerra com a tinent coronel. Als vint-i-cinc anys va aconseguir el grau de coronel i va tenir al seu càrrec un regiment d'infanteria.

## La Guerra dels Set Anys
Va tornar al servei actiu el 1756 en esclatar la Guerra dels Set Anys, i es va distingir tant en la primera batalla que va ser ascendit a general. Ferit per tercera vegada (1756) i per quarta a la Batalla de Praga (1757), va tenir un important paper en la gran victòria de Breslau i en la derrota de Leuthen. Va ser ferit per cinquena vegada i va cobrir la retirada de l'exèrcit. Poc després comença la seva relació amb el mariscal Leopold Joseph von Daun, generalíssim de les forces imperials. Ambdós, amb el suport de Laudon, van fer front a Frederic II el Gran la resta de la guerra.
Lacy, mariscal de camp de només trenat-dos anys, formava part de l'Estat Major, del qual havia estat nomenat cap per Daun. La seva excessiva prudència era comprensible i més des que Àustria va haver d'admetre la potència del seu oponent prussià després de les derrotes de Leuthen i altres menors. Tot i això, van mostrar que, havent resolt desgastar l'enemic pel mètode de Fabi, eren prou forts per arribar al final. Així va ser durant uns anys la vida dels generals Lacy, Daun i Laudon en la guerra contra Prússia. Després de la batalla de Hochkirch (15 d'octubre de 1758) Lacy va ser condecorat amb la Gran Creu de l'ordre de Maria Teresa. Però el 1759, Daun i Lacy van perdre el favor reial per no aconseguir victòries, i Lacy va obtenir el càrrec de Feldzeugmeister (cap d'intendència) només perquè Laudon havia rebut ja aquest rang pel seu comportament a la batalla de Kunersdorf. Va aixecar el setge de Dresden de 1760 i juntament amb el general rus Pyotr Saltykov va ocupar breument Berlín, a l'octubre, però no la van poder retenir durant molt de temps, tot i això la caiguda de la capital prussa a mans de russos i austríacs va suposar un gran cop per al prestigi de Frederic. La seva responsabilitat va pesar massa en les campanyes següents i es va posar en dubte la seva capacitat per dirigir l'exèrcit fins i tot per Daun, que no li va traspassar el comandament inclús després de ser ferit a la batalla de Torgau.

## Carrera després de la guerra

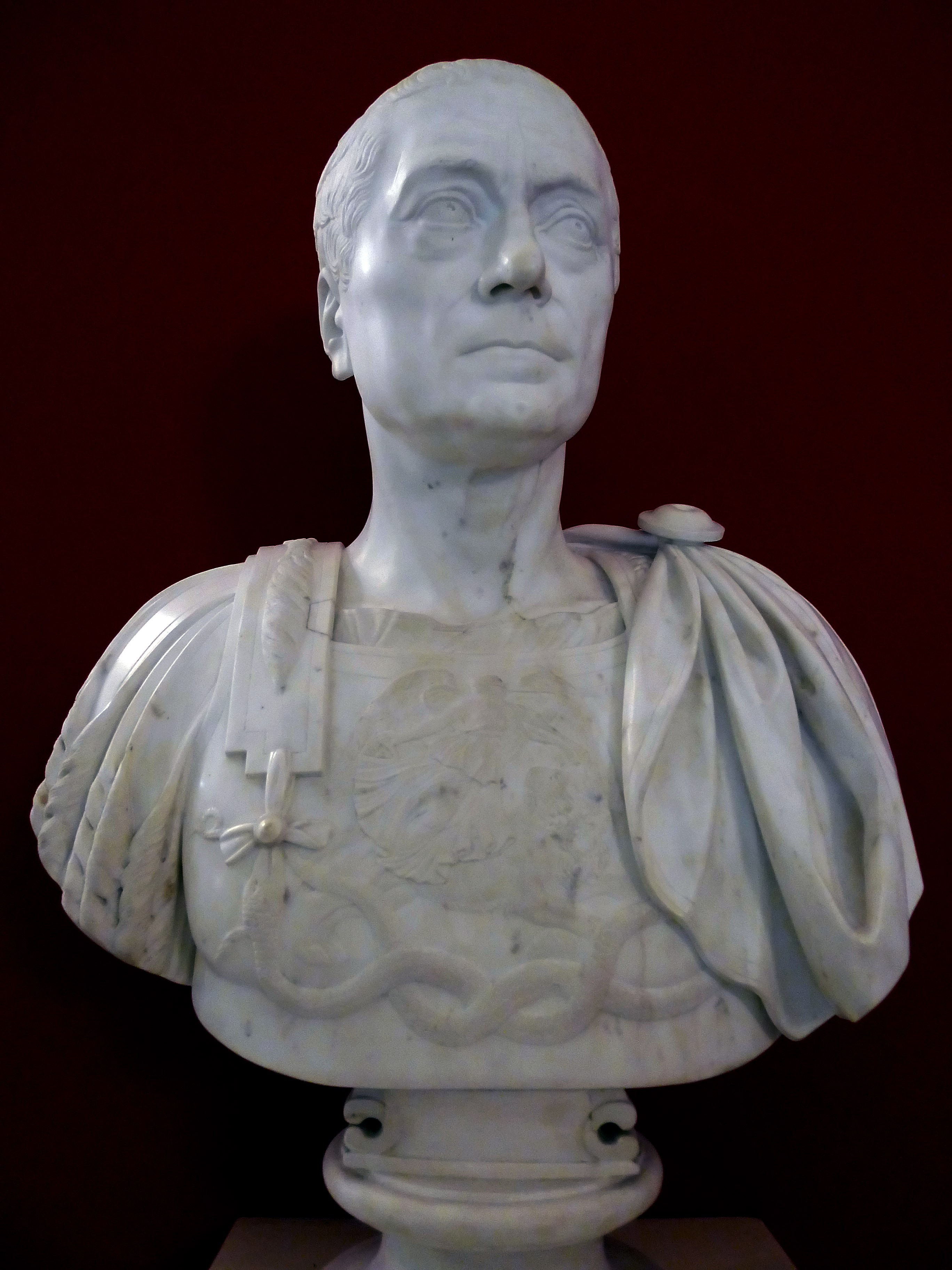
Bust en marbre de Lacy per Giuseppe Ceracci.

Després de la Pau de Hubertusburg va emprendre empreses més acord amb les seves qualitats. L'arxiduquessa Maria Teresa I d'Àustria va posar el seu fill Josep al capdavant dels assumptes militars austríacs. Va nomenar Lacy Mariscal de Camp i li va encarregar la reforma i administració de l'exèrcit (1766). Va establir nous reglaments per a cada exèrcit, un nou codi militar i una bona logística. El resultat del seu treball va ser un exèrcit major, millor equipat i el menys costós que hi havia hagut fins llavors. Josep II aviat es va portar molt bé amb el seu conseller militar, la qual cosa no va impedir la plena confiança que Maria Teresa tenia en Lacy inclús després que ella s'allunyés del jove emperador. La seva activitat no es va limitar a l'exèrcit. Va donar suport a les innovacions introduïdes per Josep, inicialment rebutjades per Maria Teresa en el Repartiment de Polònia. L'excés de treball va empitjorar la seva salut i, contra els desitjos de Maria Teresa i de l'emperador, va renunciar a tots els seus càrrecs i se'n va anar al sud de França (1773). A la tornada, en principi no va voler tornar a ocupar càrrecs, però va romandre com a conseller molt actiu en assumptes polítics i militars.

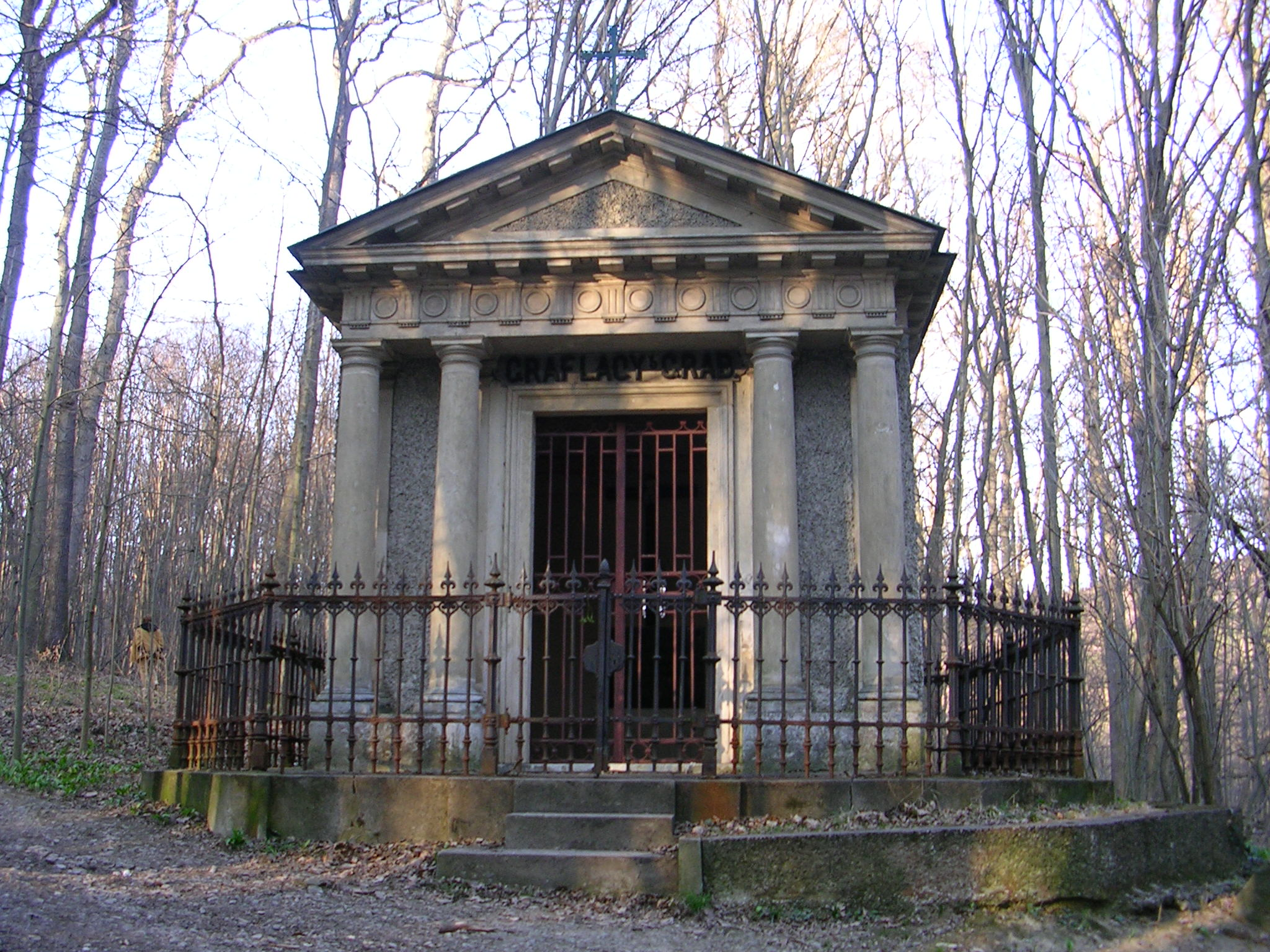
Tomba del Comte Lacy al Schwarzenbergpark de Neuwaldegg, Viena.

En la breu Guerra de Successió bavaresa (1778-1779), Lacy i Laudon van comandar l'exèrcit austríac contra Frederic II Rei de Prússia. En morir Maria Teresa, Lacy va passar a ser el millor amic de l'emperador Josep II. La guerra contra els turcs va ser un conflicte més seriós que la guerra bavaresa. Lacy, ja vell i cansat, no va prendre grans mesures ni va aconseguir els èxits d'altres generals austríacs. La seva carrera arribava a la seva fi encara que va continuar molt interessat en els assumptes d'Estat i de l'exèrcit durant tot el regnat del successor de Josep II, Leopold II d'Àustria. Va passar els seus últims anys retirat al castell de Neuwaldegg, prop de Viena.